# シティーハンター THE MOVIE 史上最香のミッション
『シティーハンター THE MOVIE 史上最香のミッション』（シティーハンター ザムービー しじょうさいこうのミッション、原題：Nicky Larson et le Parfum de Cupidon（仏））は、2019年のフランスのアクションコメディ映画。日本では同年11月29日に劇場公開された。原作は北条司の同名漫画。キャッチコピーは「この手があったか！冴羽獠、最大の危機！ by北条司」。

## 概要
北条司の漫画『シティーハンター』を、フィリップ・ラショーの監督・脚本・主演によって映画化した作品。『シティーハンター』の実写映画としては1993年に製作された香港映画以来26年ぶりとなる。また、『シティーハンター』の劇場作品としては、2019年2月に公開された劇場アニメ版（『劇場版シティーハンター〈新宿プライベート・アイズ〉』）に次ぐもので、1年に『シティーハンター』の映画が2本公開されるのは初めてとなる。そのため、予告編では「シティーハンターで明けた2019年は、シティーハンターで締めくくれ！」というナレーションが入っている。
映画の舞台は日本からフランスに変更されており、原作では飛行機恐怖症という設定の獠が本作では飛行機に乗って目的地に向かうなどアニメ版に準拠した描写も見られるほか、『シティーハンター』の映像作品では初めて、原作に登場する麻薬組織「ユニオン・テオーペ」が描かれている。さらに、日本語吹き替え版では他の北条作品や出演声優に関する小ネタも登場する。

### 制作経緯
フィリップは小学生の頃から『シティーハンター』の大ファンであり、権利元である北条の事務所へ実写版の企画書・プロットを直筆の手紙と共に送ったところ、それが気に入られたことから、今度は18か月をかけて書いた脚本を携えて来日し、映画化を快諾されたという。また、フィリップは同じくファンである『ドラゴンボール』の実写化映画『DRAGONBALL EVOLUTION』の辛辣な評価を見て、ファンを失望させないよう「原作に可能な限り忠実であること」を目指したという（ただし、一部の漫画独特な表現は抑えられている）。
北条は国内公開決定の際、「今年は、シティーハンターの劇場アニメ版（新宿プライベート・アイズ）公開からはじまり、このフランス版の日本公開で締めくくることができ、まさに“シティーハンターイヤー”となりました。大変うれしく思います。監督の愛が詰まった、ワクワク、ドキドキするアクションコメディ映画となっています。シティーハンターを応援してくれる方には是非ご覧いただきたいです」とコメントしている。
日本語吹き替え版での冴羽獠と槇村香については、アニメ版で担当した神谷明と伊倉一恵から、山寺宏一と沢城みゆきに変更されている。これは、神谷が「今回は実写作品の獠である」という理由で辞退し、その代わりとしてテレビアニメ版のレギュラーとして出演経験がある山寺に獠役のオファーが来たことによるもので、山寺は当初固辞したものの、神谷からの後押しと「他の誰かがやるなら」という思いから決意したという経緯がある。これに合わせる形で神谷と伊倉の後押しにより、沢城が香役に選ばれることになった。神谷と伊倉は、スペシャルゲストとして別役で出演するほか、海坊主は玄田哲章、槇村秀幸は田中秀幸、野上冴子は一龍斎春水とオリジナルキャストがそのまま起用されている。
日本人ファンに向けてのオマージュやリスペクトのみならず、本国フランス版へのオマージュとして、同国でのアニメ放映時に獠（ニッキー・ラーソン）を演じたヴィンセント・ロピオンがジャーナリスト役、同じくフランス版のテーマソングを歌ったジャン・ポール・チェサリーニ（Jean-Paul Césari）がシンガー役でカメオ出演している。
なお、日本向けの特報と日本語吹き替え版のエンディングにはテレビアニメ版第1作のエンディングテーマ「Get Wild」が使用されている。

## ストーリー
リョウ（日本語字幕版ではニッキー・ラーソン）は、表立っては解決できない様々な依頼を請け負う何でも屋「シティーハンター」として知られている。しかし、リョウは裏社会ナンバーワンの実力を持ちながら無類の女好きという欠点を抱えており、美女に鼻の下を伸ばしては相棒のカオリ（日本語字幕版ではローラ・マルコーニ）による制裁に遭っていた。
ある日、リョウはその香りを嗅いだ者を魅了する「キューピッドの香水」を警護する依頼を受けるが、何者かに一瞬の隙を突かれ、香水の入った鞄を奪われてしまう。香水の効果を試していたリョウとカオリは、香水の効果が永遠に消えなくなる48時間後までに香水の奪還を強いられることになる。

## キャスト
| 役名 （原語版役名）               | 俳優                     | 日本語吹替 |
| --------------------------------- | ------------------------ | --- |
| リョウ （ニッキー・ラーソン）     | フィリップ・ラショー     | 山寺宏一 |
| カオリ （ローラ・マルコーニ）     | エロディ・フォンタン     | 沢城みゆき |
| パンチョ                          | タレク・ブダリ           | 浪川大輔 |
| ジルベール・スキッピー            | ジュリアン・アルッティ   | 多田野曜平 |
| ドミニク・ルテリエ                | ディディエ・ブルドン     | 土師孝也 |
| ジェシカ・フォックス              | パメラ・アンダーソン     | ちふゆ |
| 精神分析医                        | ジュラール・ジュニョ     | 神谷明 |
| モッコリー氏                      | ジャリ                   | 神谷明 |
| 海坊主（ファルコン） （マンモス） | カメル・ゴンフー         | 玄田哲章 |
| ヒデユキ （トニー・マルコーニ）   | ラファエル・ペルソナ     | 田中秀幸 |
| サエコ （エレーヌ・ランベルティ） | ソフィー・モーゼル       | 一龍斎春水 |
| スキッピーの妻                    | オドレイ・ラミー         | 伊倉一恵 |
| マルティーヌ （スキッピーの義母） | シャンタル・ラデスー     | くじら |
| ボス （黒手袋）                   | アルバン・バイラクタライ | 三上哲 |
| ジョー                            | ジェロム・レ・バンナ     | 黒澤剛史 |
| テディー                          | エディ・ブーシュナファ   | 山本高弘 |
| パコ                              | パスカル・ボワゾン       | 遠藤航 |
| ホステス                          | ドロテ                   | |
| ジョルダン                        | アキレ・ポティエ         | 鵜澤正太郎 |
| 機内少年                          | エヴァン・ハメル         | やしろ優 |
| ドミニク・ルテリエ （先生の娘）   | リヤ・ケベデ             | 恒松あゆみ |
| その他                            | N/A                      | 小若和郁那 米倉希代子 伊藤有希 山中誠也 川上ひろみ 竹村知美 近内仁子 髙瀨友 石井未紗 高橋雛子 林大地 赤坂柾之 ガンバレルーヤ よしこ アレクサンダー |

## スタッフ
- 監督 - フィリップ・ラショー
- 製作 - クリストフ・セルヴォーニ（フランス語版）、マルク・フィズマン（フランス語版）
- 原作 - 北条司『シティーハンター』
- 脚本 - フィリップ・ラショー、ピエール・ラショー、ジュリアン・アルッティ（フランス語版）、ピエール・デュダン
- 撮影 - ヴァンサン・リシャール
- 美術 - サミュエル・テッセール
- 衣装 - クレア・ラカズ
- 編集 - アントワーヌ・ヴァレイユ
- 音響効果 - フロリアン・ファーブル、松田昭彦[注 5]
- 音楽 - マキシム・デプレ、ミカエル・トルディマン

以下は日本語版のみ。
- 翻訳 - 井村千瑞
- 演出 - 神本忠弘
- 制作 - HALF H・P STUDIO

## 作品の評価
フランスでは公開から2週間で観客動員100万人を突破し、最終的には160万人を突破した。また、日本では公開前から主要キャラクターの忠実な再現度などが話題になっていた。
アロシネによれば、フランスの26のメディアによる評価の平均点は5点満点中2.9点である。『ル・パリジャン』紙は「1980年代後半に放映されたマンガをベースにしたこのコメディは、ゆっくりとしたスタートを切り、ラショーの宇宙と彼の仲間たちのファンが慣れ親しんだターボを盛り上げている」と評価し、5点満点中4点を付けている。一方、映画評論家のジャック・マンデルバウムは『ル・モンド』紙において「この映画は、実写で撮影された強引で醜いアクション・コメディであり、原作の美しいコミック『シティーハンター』にとんでもないことをしでかしている」と酷評し、5点満点中1点を付けている。